# Садовый сельский совет (Крым)
Садовый сельский совет (укр. Садова сільська рада, крымскотат. Sadоvoye köy şurası) — административно-территориальная единица,, номинально расположенная в составе Нижнегорского района АР Крым Украины. Население по переписи 2001 года составляло 3597 человек, площадь совета — 50 км². Территория сельсовета находится на юго-западе района, в начале Внутренней гряды Крымских гор, на берегах реки Биюк-Карасу.
К 2014 году сельсовет включал 3 села:
- Садовое
- Кукурузное
- Серово

## История
Садовый сельский совет (как Ново-Царицынский) был образован в 1920-е годы в составе Карасубазарского района. По результатам всесоюзной переписи 17 декабря 1926 года Ново-Царицынский сельский совет включал 7 населённых пунктов с населением 2413 человек.
Постановлением ВЦИК «О реорганизации сети районов Крымской АССР» от 30 октября 1930 года был создан Сейтлерский район (по другим сведениям 15 сентября 1931 года) и совет включили в его состав. С 25 июня 1946 года совет в составе Крымской области РСФСР, а 26 апреля 1954 года Крымская область была передана из состава РСФСР в состав УССР. На 15 июня 1960 года в составе совета числились населённые пункты:

| - Дрофино - Жемчужина - Косточковка - Лихачёво - Пены - Присадовое | - Приречное - Садовое - Серово - Стрепетово - Трудолюбовка | - Фрунзе - Ястребки |

Тот же состав сохранялся и на 1968 год, только Трудолюбовка была переименована в Кукурузное. В период с 1968 по 1974 год был создан Жемчужинский сельский совет, в который переданы Дрофино, Жемчужина, Пены, Приречное, Стрепетово и Ястребки. Лихачёво и Присадовое упразднены к 1977 году, в период с 1 января по 1 июня 1977 года из Садового выделен Косточковский сельский совет с сёлами Косточковка и Фрунзе и совет обрёл окончательный состав. С 12 февраля 1991 года сельсовет в восстановленной Крымской АССР, 26 февраля 1992 года переименованной в Автономную Республику Крым. С 21 марта 2014 года в составе Крыма аннексирован Россией. Законом «Об установлении границ муниципальных образований и статусе муниципальных образований в Республике Крым» от 4 июня 2014 года территория административной единицы была объявлена муниципальным образованием со статусом сельского поселения.